# توماس جي. هربرت
توماس جي. هربرت هو محامي وقاضي وسياسي أمريكي، ولد في 28 أكتوبر 1894 في كليفلاند في الولايات المتحدة، وتوفي في 26 أكتوبر 1974 في كولومبوس في الولايات المتحدة. نشط حزبياً في الحزب الجمهوري. وقد انتخب حاكم ولاية أوهايو ‏ (13 يناير 1947 – 10 يناير 1949) وانتخب Ohio Attorney General ‏ (1939 – 1945).